# Sport à Strasbourg

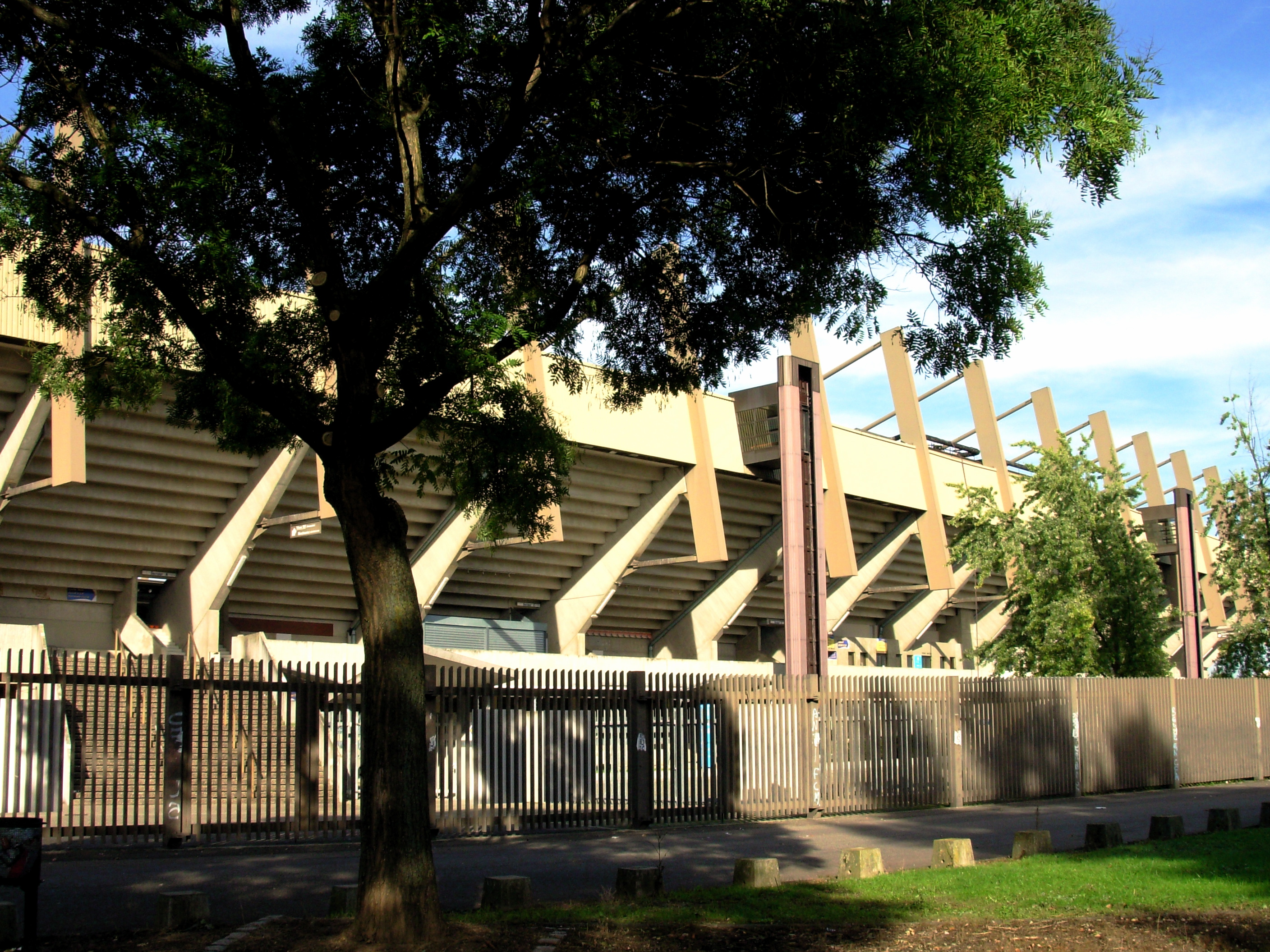
Stade de la Meinau

Strasbourg est une commune française, chef-lieu du Bas-Rhin, dans la région Alsace, qui dispose de plusieurs clubs sportifs de niveau national.

## Installations

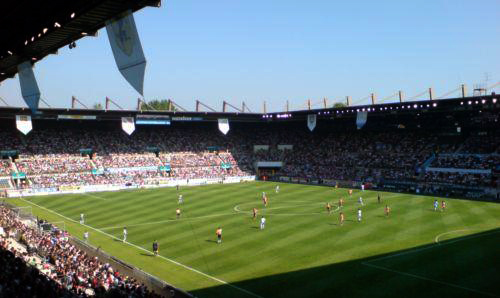
Stade de la Meinau

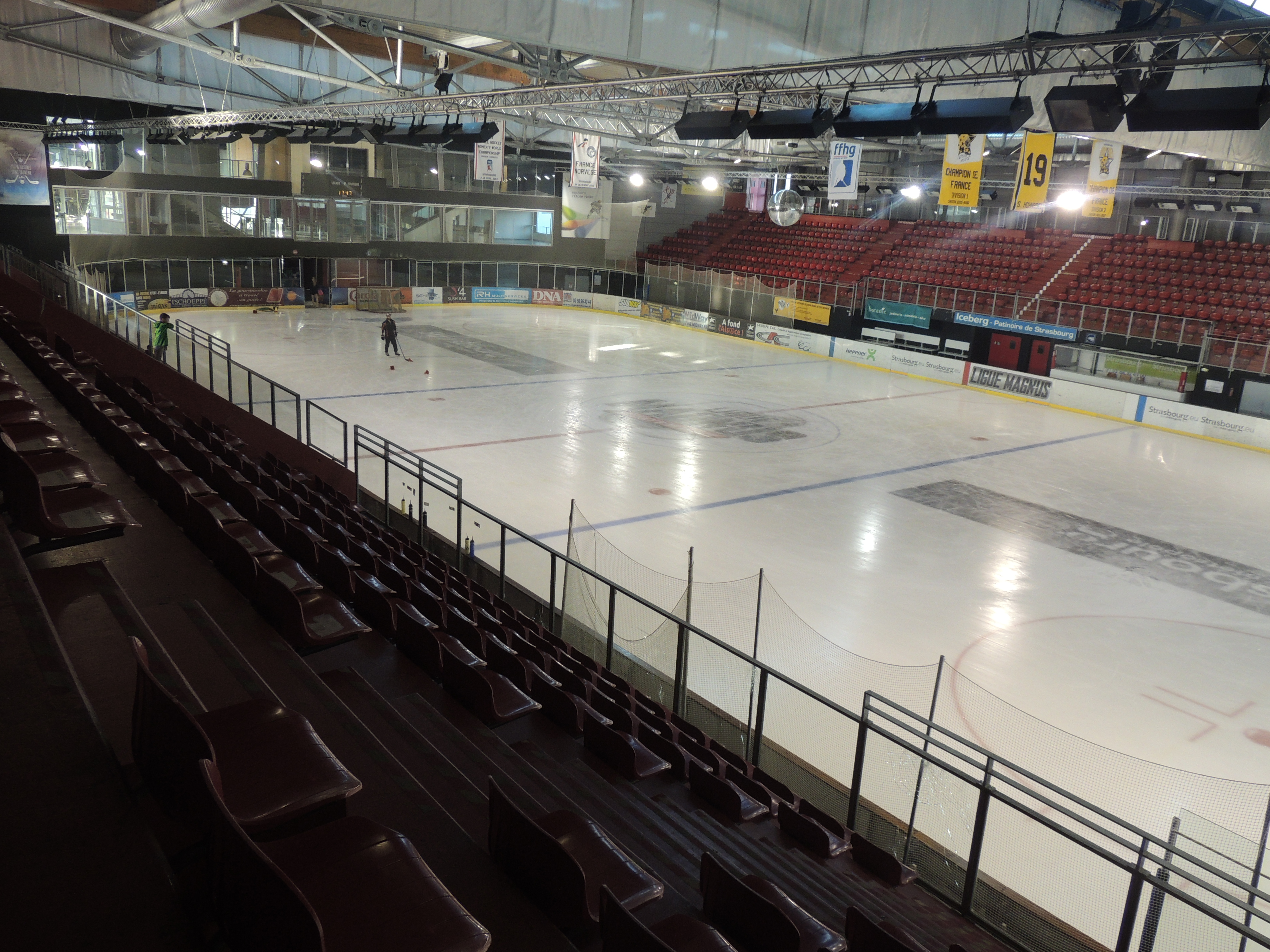
L'Iceberg

- Le Stade de la Meinau, stade de football, 26 109 places (12e de France en termes de capacité). Il accueille le Racing Club de Strasbourg Alsace qui évolue en Ligue 1. Un projet de restructuration est en cours pour porter sa capacité à environ 32 000 places à l'échéance de 2023.
- Le Rhénus Sport, salle de basket-ball et occasionnellement de handball et de tennis, doté de plus de 6 000 places. Il accueille la SIG Strasbourg (Pro A) et éventuellement le Sélestat Alsace handball (Division 2) pour les matchs importants.
- La Patinoire de l'Iceberg, une patinoire de hockey sur glace dotée de plus de 2 400 places. Elle accueille l'Étoile noire qui évolue en Division 1.
- Le stade de rugby de Hautepierre, avec 1 420 places assises, qui accueille les matches à domicile du Rugby Club Strasbourg.
- Le Stade Émile-Stahl, stade de football doté de plus de 3 000 places. Il accueille l'ASP Vauban qui évolue en Division d'Honneur.
- L'Hippodrome de Strasbourg-Hœrdt, un hippodrome ouvert au galop et au trot doté de plus de 10 000 places[1]. C'est le 6e plus grand hippodrome de France (hors région parisienne).

| Stade de la Meinau Stade Émile-Stahl Stade de rugby Hautepierre Rhénus Sport Patinoire Iceberg |

## Sport de haut niveau
- Football : Racing Club de Strasbourg Alsace (Ligue 1), fondé en 1906, évolue au niveau professionnel de 1933 à 2010 et depuis 2016.
- Basketball : SIG Strasbourg (Pro A masculine) et Strasbourg Alsace Basket Club (féminines)
- Hockey sur glace : Étoile noire de Strasbourg (Division 1)
- Handball : Entente Strasbourg Schiltigheim Alsace Handball (Nationale 1)
- Handibasket : ASHPA Strasbourg (Nationale A)
- Rugby : Rugby club Strasbourg (Fédérale 1)
- Volley-ball : Strasbourg Volley-Ball
- Water-Polo : Team Strasbourg
- Baseball : Outlaws Baseball Strasbourg U.C, section du Strasbourg Université Club (SUC)
- Football Américain : Le Minotaure de Strasbourg
- Football Australien : Strasbourg Kangourous

### Clubs professionnels
- Football : Racing Club de Strasbourg Alsace, de retour dans le monde professionnel depuis 2016
- Basketball : SIG Strasbourg
- Hockey sur glace : Étoile noire de Strasbourg

### Sportifs célèbres
- Mehdi Baala (athlétisme)
- Céline Distel-Bonnet (athlétisme)
- Bob Wollek (course automobile)
- Vincent Anstett (escrime)
- Charlotte Lembach (escrime)
- José Cobos (football)
- Mickaël Cuisance (football)
- Gilbert Gress (football)
- Valérien Ismaël (football)
- Morgan Schneiderlin (football)
- Arsène Wenger (football)
- Yvon Riemer (lutte)
- Cynthia Vescan (lutte)
- Candice Didier (patinage artistique)
- Paul-Henri Mathieu (tennis)

## Événements

### Football

#### Coupe du monde 1938
Strasbourg organise un des huitièmes de finale de la compétition au stade de la Meinau. 13 000 personnes assistent à la victoire 6 buts à 5 du Brésil face à la Pologne.

#### Championnat d'Europe 1984
Strasbourg accueille deux matchs de poule de l'Euro '84 au stade de la Meinau.

#### Records d'affluence
Le Racing Club de Strasbourg a évolué en tant que club amateur des saisons 2011-2012 à 2015-2016. À la suite de ses déboires financiers le club redémarre au bas de l'échelle en CFA2.
Dès lors, le Racing a entamé son retour vers le plus haut niveau et bénéficiant d'un réel engouement populaire. Celui-ci a amené le public du stade de la Meinau à battre tous les records d'affluence en France ces dernières saisons pour les différentes divisions que le club a traversé :
- CFA2 : le 5 novembre 2011, 10 880 spectateurs face à Schiltigheim[2].
- CFA : le 6 avril 2013, 20 044 spectateurs face à Mulhouse[3].
- National : le 22 mai 2015, 26 723 spectateurs face à Colomiers[4]. Le Racing avait une possibilité d'accéder en Ligue 2 à l'issue du match en cas de scénario favorable.

#### Candidature d'accueil de l'Euro 2016 de football
Le maire de Strasbourg, Roland Ries, et le président de la communauté urbaine de Strasbourg, Jacques Bigot, ont annoncé au début du mois de juillet 2009 la candidature de Strasbourg pour l'organisation de l'Euro 2016. Mais la ville a finalement renoncé sa candidature en raison de problèmes financiers et des difficultés que traverse actuellement le football professionnel dans la ville (le RC Strasbourg étant relégué en national).

### Tennis
- Internationaux de Strasbourg

### Course à pied
- Au mois de mai, la ville organise les Courses de Strasbourg-Europe[8] au cours desquelles a notamment lieu le semi-marathon.
- Le Marathon Eurodistrict[9] est organisé au mois d'octobre. Le départ et l'arrivée de la course sont situés au cœur de Strasbourg et une partie du parcours traverse l'Allemagne.
- La Strasbourgeoise[10], course féminine de solidarité soutenant la lutte contre le cancer du sein.

### Handball
- Eurotournoi : Tournoi de pré-saison pour les clubs et de préparation les sélections nationales les années où ont lieu les Jeux Olympiques d'été. Les matches ont lieu au Rhénus.

### Basket-ball
- Tournoi international de Strasbourg

### Tour de France

#### Départs
- Tour de France 1919 : 13e étape Strasbourg - Metz (315 km)
- Tour de France 1920 : 13e étape Strasbourg - Metz (300 km)
- Tour de France 1921 : 13e étape Strasbourg - Metz (300 km)
- Tour de France 1922 : 13e étape Strasbourg - Metz (300 km)
- Tour de France 1923 : 13e étape Strasbourg - Metz (300 km)
- Tour de France 1924 : 13e étape Strasbourg - Metz (300 km)
- Tour de France 1927 : 21e étape Strasbourg - Metz (165 km)
- Tour de France 1928 : 18e étape Strasbourg - Metz (165 km)
- Tour de France 1929 : 18e étape Strasbourg - Metz (165 km)
- Tour de France 1932 : 17e étape Strasbourg - Metz (165 km)
- Tour de France 1938 : 18e étape Strasbourg - Metz (104 km)
- Tour de France 1947 : 5e étape Strasbourg - Besançon (248 km)
- Tour de France 1948 : 18e étape Strasbourg - Metz (195 km)
- Tour de France 1953 : 1re étape Strasbourg - Metz (195 km)
- Tour de France 1961 : 6e étape Strasbourg - Belfort (180,5 km)
- Tour de France 1967 : 8e étape Strasbourg - Ballon d'Alsace (215 km)
- Tour de France 1971 : 3e étape Strasbourg - Nancy (165,5 km)
- Tour de France 1985 : 9e étape Strasbourg - Épinal (173,5 km)
- Tour de France 1987 : 6e étape Strasbourg - Épinal (169 km)
- Tour de France 1992 : 11e étape Strasbourg - Mulhouse (249,5 km)
- Tour de France 2001 : 7e étape Strasbourg - Colmar (162 km)
- Tour de France 2006 : 1re étape contre-la-montre Strasbourg-Strasbourg (7,1 km)
- Tour de France 2006 : 2e étape Strasbourg-Strasbourg (185 km)

#### Arrivées
- Tour de France 1919 : 12e étape Genève - Strasbourg (371 km) : victoire de Luigi Lucotti  Italie en 15 h 08 min 42 s
- Tour de France 1920 : 12e étape Gex - Strasbourg (354 km) : victoire de Philippe Thys  Belgique en 14 h 14 min 19 s
- Tour de France 1921 : 12e étape Genève - Strasbourg (373 km) : victoire d'Honoré Barthélémy  France en 15 h 07 min 53 s
- Tour de France 1922 : 12e étape Genève - Strasbourg (371 km) : victoire d'Émile Masson senior  Belgique en 15 h 15 min 43 s
- Tour de France 1923 : 12e étape Genève - Strasbourg (377 km) : victoire de Joseph Muller  France (Strasbourg) en 15 h 03 min 51 s
- Tour de France 1924 : 12e étape Gex - Strasbourg (360 km) : victoire de Nicolas Frantz  Luxembourg en 15 h 51 min 02 s
- Tour de France 1927 : 20e étape Belfort - Strasbourg (145 km) : victoire de Raymond Decorte  Belgique en 4 h 19 min 16 s
- Tour de France 1928 : 17e étape Belfort - Strasbourg (145 km) : victoire de Joseph Mauclair  France en 4 h 24 min 30 s
- Tour de France 1929 : 17e étape Belfort - Strasbourg (145 km) : victoire d'André Leducq  France en 4 h 27 min 24 s
- Tour de France 1932 : 16e étape Belfort - Strasbourg (145 km) : victoire de Gérard Loncke  Belgique en 4 h 04 min 30 s
- Tour de France 1938 : 17e étape Besançon - Strasbourg (233 km) : victoire d'Émile Masson junior  Belgique et Otto Weckerling  Allemagne en 6 h 58 min 58 s
- Tour de France 1947 : 4e étape Luxembourg - Strasbourg (223 km) : victoire de Jean Robic  France en 8 h 14 min 29 s
- Tour de France 1948 : 17e étape Mulhouse - Strasbourg (120 km contre-la-montre) : victoire de Roger Lambrecht  Belgique en 2 h 55 min 17 s
- Tour de France 1961 : 5e étape Metz - Strasbourg (221 km) : victoire de Louis Bergaud  France en 4 h 58 min 01 s
- Tour de France 1967 : 7e étape Metz - Strasbourg (205 km) : victoire de Michael Wright  Royaume-Uni en 5 h 46 min 23 s
- Tour de France 1971 : 2e étape Mulhouse - Strasbourg (144 km) : victoire d'Eddy Merckx  Belgique en 3 h 05 min 27 s
- Tour de France 1985 : 8e étape Sarrebourg - Strasbourg (75 km contre-la-montre) : victoire de Bernard Hinault en 1 h 34 min 55 s
- Tour de France 1987 : 5e étape Pforzheim - Strasbourg (112,5 km) : victoire de Marc Sergeant  Belgique en 2 h 32 min 29 s
- Tour de France 1988 : 9e étape Nancy - Strasbourg (160,5 km) : victoire de Jérôme Simon  France en 3 h 47 min 31 s
- Tour de France 1992 : 10e étape Luxembourg - Strasbourg (196 km) : victoire de Jean-Paul van Poppel  Belgique en 5 h 02 min 45 s
- Tour de France 2001 : 6e étape Commercy - Strasbourg (211,5 km) : victoire de Jaan Kirsipuu  Estonie en 4 h 50 min 39 s
- Tour de France 2006 : 2e étape Strasbourg - Strasbourg (185 km) : victoire de Jimmy Casper  France en 4 h 10 min 00 s